# ستيوارت يوربان
ستيوارت يوربان (بالإنجليزية: Stuart Urban)‏ هو منتج أفلام وكاتب سيناريو ومخرج بريطاني، ولد في 11 سبتمبر 1958 في نيوبورت في المملكة المتحدة.

## وصلات خارجية
- ستيوارت يوربان على موقع IMDb (الإنجليزية)
- ستيوارت يوربان على موقع ألو سيني (الفرنسية)
- ستيوارت يوربان على موقع أول موفي (الإنجليزية)
- ستيوارت يوربان على موقع قاعدة بيانات الأفلام السويدية (السويدية)
- ستيوارت يوربان على موقع كينوبويسك (الروسية)